# Линия 2 (Парижское метро)
Вторая линия (фр. Métro ligne 2) — одна из шестнадцати линий Парижского метрополитена. Как следует из названия, это — хронологически вторая линия в Парижском метрополитене. Открыта в декабре 1900 года. Расположена на севере города, в форме полукруга. На линии длиной 12,4 км расположено 25 станций метро. Обслуживается одним депо — ателье де Шарон, на соединительной ветви с которым располагается единственное в Парижском метрополитене регулярно используемое одноуровневое пересечение с автомобильной дорогой — улицей Ланьи. Обозначается на схемах синим цветом и числом 2. Линия 2 - одна из двух линий, полностью находящихся внутри Парижа и не уходящими за его пределы.

## Хронология открытия участков
- 13 декабря 1900 года: открытие первого участка линии «2 Nord» между станциями «Порт-Дофин» и «Этуаль».
- 7 октября 1902: продление линии до станции «Анвер».
- 31 января 1903 года: линия была продлена от станции «Анвер» до станции «Баньоле» (с 1970 года — «Александр Дюма»).
- 2 апреля 1903 года: линия была продлена от станции «Баньоле» к станции «Насьон».
- 10 августа 1903 года: короткое замыкание в поезде вызвало пожар, в ходе которого от удушения умерло 84 человека.
- 14 октября 1907 года: переименование линии «2 Nord» в Линию 2.

## Проекты развития

Планируемое развитие линии 2 к 2030 году

В 2011 году были предложены планы по продлению линии через Булонский лес в город Сюрен, этот проект был поддержан Валери Пекресс в качестве программы для участия в региональных выборах Иль-де-Франса в 2015 году. В итоге продление линии в Сюрен было утверждено в программу развития метрополитена до 2030 года